# François Schollaert
François Victor Marie Ghislain Schollaert (Wilsele, 1851. augusztus 19. – Le Havre, 1917. június 29.) belga politikus és államférfi, Belgium miniszterelnöke 1907–1911 között.

## Élete
Schollaert 1851-ben született a Leuven melletti Wilsele településen. Jogi tanulmányokat folytatott és Leuvenben kezdte ügyvédi pályáját. Politikai pályafutásának elején 1888-tól a belga képviselőház tagja Leuven képviseletében. 1901 és 1908 között a képviselőház elnöke, 1911-től haláláig ismét ő töltötte be ezt a posztot. 1890-ben a flamand parasztszövetség, a Boerenbond alapító tagja, majd elnöke volt.
1895 és 1899 között a belügyminiszteri posztot viselte Jules de Burlet és Paul de Smet de Naeyer kormányában. Az oktatási ügyekért is felelős miniszterként 1895-ben törvénybe iktatta a kötelező vallásoktatást minden állami általános iskolában.
1908. január 9-én elődje, Jules de Trooz halála miatt vette át a kormány vezetését, emellett megtartotta a belügyminiszteri és a mezőgazdasági miniszteri posztokat is. 1910 és 1911 között művészeti és tudományos miniszter. Miniszterelnöksége alatt kellett a kormánynak megoldani a Kongó Szabadállamban elkövetett kegyetlenségek és gyilkosságok miatt kirobbant nemzetközi botrányt. A gyarmatot végül Belga-Kongó néven a belga állam annektálta II. Lipót belga királytól. A király azonban ellenezte, hogy a személyes birtokát képező gyarmatot elvegyék tőle és csak akkor egyezett be a javaslatba, amikor már sem az angol, sem a német kormány támogatására nem számíthatott. Kárpótlásként a belga kormány 95 millió belga frankot fizetett a királynak (hivatalosan 50 milliót a gyarmati közigazgatás kiépítésére, 45 milliót a Lipót uralkodása alatt elvégzett közmunkák ellenértékeként kapott).
Schollaert a kongói válság megoldásával szerzett tekintélyét arra használta, hogy megoldja a belga hadsereg problémáját. Az 1902-es törvényjavaslat az önkéntes hadsereg bevezetéséről teljes kudarcot vallott, de időközben az európai helyzet rohamosan változott: az Osztrák–Magyar Monarchia 1908-ban megszállta Bosznia-Hercegovinát, Bulgária kikiáltotta önállóságát. A német és francia hadseregekkel szemben csak az 1870-ben létrehozott, kvóta-alapon szerveződő belga hadsereg állt szemben. Schollaert 1909-ben benyújtott egy törvényjavaslatot, amelynek értelmében minden családból egy fiúnak kellett katonai szolgálatot teljesíteni. Pártja ellenkezése miatt csak a liberálisok és a szocialisták támogatásával szavazták meg a törvényt.
II. Lipót halála után, miniszterelnöki tisztségében, Belgium régense volt 1909. december 17. és 23. között, mielőtt I. Albert belga király letette esküjét.
Az 1910-es választások eredményeként a katolikus párt előnye hat főre csökkent a képviselőházban. Ennek ellenére Schollaert törvényjavaslatot nyújtott be az iskolarendszer reformjáról, többek között 14 éves körig kötelezővé akarta tenni az iskolalátogatást. Bár a liberálisok és a szocialista párt már régóta követelte ezt a reformot, most mégis ellenezték a törvény, mivel a (részben általuk felügyelt) helyi önkormányzatoknak kellett volna finanszírozni a rendszer költségeit. A katolikus párt is ellenezte, mivel a fő szavazótáborának számító parasztok és munkások továbbra is számítottak a gyermekeik munkaerejére és ezért a javaslat elbukott.
1911 tavaszán I. Albert Egyiptomba utazott, távozása előtt biztosítékot kért Schollaert-től, hogy távollétében nyugalom lesz Belgiumban. Visszatértekor azonban, az iskolakérdés miatt, nagy nyugtalanság uralkodott az országban és Albert ekkor előbb államminisztereivel tanácskozott, majd javasolta Schollaert-nek, hogy mondjon le. 1911. június 17-én mondott le, helyét a szintén katolikus politikus, Charles de Broqueville vette át. A képviselőház elnöki tisztségét megtartotta egészen 1917-ben bekövetkezett haláláig. Az 1914-es német támadás elől a belga kormánnyal együtt előbb Antwerpenbe, majd Le Havre-be menekült, 1917-ben itt halt meg.

## A Schollaert-kormány tagjai
| Miniszteri tiszt                     | Név                         | Párt         |
| ------------------------------------ | --------------------------- | ------------ |
| Külügyminiszter                      | Julien Davignon             | Katolikus    |
| Belügyminiszter                      | François Schollaert         | Katolikus    |
| Művészeti és tudományos miniszter    | Edouard Descamps            | Katolikus    |
| Igazságügyminiszter                  | Jules Renkin                | Katolikus    |
| Pénzügyminiszter                     | Julien Liebaert             | Katolikus    |
| Mezőgazdasági miniszter              | Joris Helleputte ideiglenes | Katolikus    |
| Közmunkaügyi miniszter               | Auguste Delbeke             | Katolikus    |
| Vasút, posta és távközlési miniszter | Joris Helleputte            | Katolikus    |
| Ipari és munkaügyi miniszter         | Armand Hubert               | Katolikus    |
| Oorlog                               | Joseph Hellebaut            | pártonkívüli |

### Változások
- 1908. október 30.
  - Jules Renkin-t kinevezték gyarmatügyi miniszternek, egyben lemondott igazságügyminiszteri tisztségéről, helyét Léon de Lantsheere vette át.
  - François Schollaert vette át a mezőgazdasági minisztérium irányítását.
- 1910. augusztus 5.
  - Edouard Descamps lemondott a művészeti és tudományos miniszteri tisztségről, helyét François Schollaert vette át.
  - François Schollaert lemondott a mezőgazdasági tárca éléről, helyét Joris Helleputte vette át.
  - Auguste Delbeke lemondott a közmunkaügyi tárca éléről, helyét szintén Joris Helleputte vette át.
- 1910. szeptember 5.
  - François Schollaert lemondott a belügyminiszteri posztról, helyét Paul Berryer vette át.
  - Joris Helleputte lemondott a vasút, posta és távközlési minisztérium éléről, helyét Charles de Broqueville vette át.

## Fordítás
- Ez a szócikk részben vagy egészben  a   Frans Schollaert  című holland Wikipédia-szócikk fordításán alapul.  Az eredeti cikk szerkesztőit annak laptörténete sorolja fel. Ez a jelzés csupán a megfogalmazás eredetét és a szerzői jogokat jelzi, nem szolgál a cikkben szereplő információk forrásmegjelöléseként.